# Artem Mirosznyczenko
Artem Wołodymyrowycz Mirosznyczenko, ukr. Артем Володимирович Мірошниченко (ur. 9 listopada 1978) – ukraiński piłkarz, grający na pozycji pomocnika.

## Kariera piłkarska

### Kariera klubowa
W 1998 roku rozpoczął karierę piłkarską w amatorskiej drużynie Obołoń-PPO-2 Kijów, a 28 października 2000 debiutował w składzie pierwszej drużyny. Potem występował w amatorskich zespołach Jewropa Pryłuki i Metalist-UHMK Kijów. Jesienią 2005 powrócił do gry na profesjonalnym poziomie w klubie Jednist' Płysky. Latem 2007 powrócił do Obołoni Kijów i w trzeciej kolejce strzelił pierwszego i jedynego do dotychczas hattricka do bramki Krymtepłyci Mołodiżne. 26 lipca 2009 jako 30-latek debiutował w Premier-lidze.

### Sukcesy klubowe
- wicemistrz Ukraińskiej Pierwszej Lihi: 2009
- brązowy medalista Ukraińskiej Pierwszej Lihi: 2008